# Danio choprae
Danio choprae är en fiskart som beskrevs av Hora 1928. Danio choprae ingår i släktet Danio och familjen karpfiskar. Internationella naturvårdsunionen kategoriserar arten globalt som livskraftig. Inga underarter finns listade i Catalogue of Life.
Denna karpfisk förekommer i avrinningsområdet av floden Irrawaddy i Myanmar. Den vistas vanligen i mindre vattendrag med klippig grund. Arten är vanlig som akvariefisk.